# Хасдай ибн Шапрут
Хасдай (Абу Юсуф бен Ицхак бен Эзра) ибн Шапрут (ивр. חסדאי אבן שפרוט‎, араб. حسداي بن شبروط‎, лат. Hasdeu;
915, Хаэн — 970 или 990, Кордова) — еврейский учёный, меценат и политический деятель; врач и советник Кордовского халифа Абд ар-Рахмана III. Покровительствовал иудейской общине в Испании. Известен также своей перепиской с правителем Хазарского каганата Иосифом.

## Биография
Хасдай родился в 915 году в городе Хаэн на востоке Андалусии, в семье богатых торговцев. Его отец, Ицхак бен Эзра ибн Шапрут, прославился тем, что выстроил в Кордове синагогу и материально поддерживал изучающих Тору. С юности Хасдай проявил тягу к языкам: знал, помимо иврита, арабский, латынь и испанский разговорный диалект — романсе. Изучив ведущие медицинские труды, стал практикующим врачом в Кордове. Открыл утраченный секрет чудодейственного лекарства ал-фарук, которое считалось панацеей от многих болезней. После этого молодой медик был приглашен ко двору.
Его незаурядные таланты в языках и хорошие манеры оказались востребованы. Вскоре из придворного врача Хасдай сделался ближайшим доверенным советником Абд ар-Рахмана III, который в 929 году принял титул халифа. Хасдай стал фактически министром финансов (назначен главой таможни) и министром иностранных дел. Однако из-за своего происхождения официального титула везира не имел. После смерти халифа в 961 году не утратил благосклонность его сына, халифа ал-Хакама II и продолжал оставаться при дворе до самой смерти. Семьи, по-видимому, не имел. О его потомках ничего не известно. Хасдай скончался в Кордове в 970 году.

## Дипломатическая деятельность
Хасдаю поручалось осуществление деликатных дипломатических миссий. На этом поприще он проявил себя как исключительно талантливый политик.
В 949 году принял византийское посольство от императора Константина VII. Среди подарков, доставленных посольством, был уникальный медицинский трактат Диоскорида (I в н. э.). Хасдай вместе с греческим монахом Николаем полностью перевели его на арабский язык. В 956 году он встретил посольство короля Германии Оттона I. С немецкой стороны миссию возглавлял аббат бенедиктинского монастыря Иоганн. Письмо, предназначавшееся халифу, имело слишком резкий тон, и Хасдай убедил Иоганна послать за новым письмом. Поэтому посольству пришлось провести в Испании целых три года. Вернувшись домой, Иоганн написал в своих воспоминаниях, что «никогда не встречал человека столь мудрого и проницательного, как этот еврей». В 958 году Хасдай сам отправился с посольством в Наварру. Там он сумел заключить выгодный для халифата мирный договор, приведший к расколу среди христианских государств Испании. В это же время он излечил от излишней тучности короля Леона Санчо I, который находился в изгнании при дворе ал-Хакама II.

## Покровительство евреям
Хасдай всегда помнил о своём происхождении. Высокое положение он использовал для добросовестной помощи единоверцам. В Испании поддерживал еврейские академии, помогал им в приобретении ценных текстов Талмуда. Оказывал также личную поддержку ученым и их ученикам, поэтам и сочинителям. Окружил себя грамматиками и литераторами, такими как Моисей бен Ханох, поэт Дунаш бен Лабрат и др. Грамматик Менахем ибн Сарук был личным секретарём Хасдая. Благодаря этим усилиями для иудейской культуры в Испании настал золотой век, в то время как традиционный центр в Месопотамии постепенно приходил в упадок.
Контактировал с еврейскими общинами Палестины и Вавилонии, обменивался письмами с сыном Саадии Гаона, рабби Лосой. При этом он ослабил связь испанского еврейства с Вавилоном. Хасдай получил из рук халифа титул наси, что сделало его главой всех еврейских общин страны. Своего протеже Моисея бен Ханоха Хасдай назначил главным раввином Кордовы.
Хасдай прилагал много усилий для облегчения положения соплеменников в других странах. Известны фрагменты его посланий к различным правителям и еврейским иерархам. Когда в Византии началось очередное преследование евреев, он написал письмо к императрице Елене, где напомнил, что защищает перед халифом андалусских христиан, и в ответ попросил улучшить положение евреев в Византии.
Вёл переписку с евреями Южной Италии. Известно письмо к Хасдаю от Рабби Иуды Бен Якова Римского. В письме сообщается о гонениях на евреев в Южной Италии (в то время византийской). Посланник Хасдая, Мар Самуил, посетил Италию. Помимо чисто разведывательной миссии, он провёл 9 месяцев на острове Липара, где скопировал для патрона известный еврейский хронограф, книгу Иосиппон.
К Хасдаю обращались за помощью прованские евреи. Они посчитали, что столь могущественному сановнику будет нетрудно отменить унизительную повинность, существующую в Тулузе. Каждый год евреи этого города были обязаны преподносить епископу на пасху 30 литров воска, а затем посланник получал от епископа ритуальный удар по шее. Хасдай направил в Прованс трёх своих послов (Мар Самуила, Мар Иосифа и Мар Иуду), но антиеврейский обычай отменить не удалось.

## Контакты с Хазарией
Беседуя с купцами из Хорасана, Хасдай узнал, что где-то на востоке существует иудейское государство, которое называется Хазария. Поскольку евреи не имели ни собственного государства, ни собственной земли, это известие стало в высшей степени ошеломительным. Более подробные сведения были получены от византийских купцов, которые подтвердили сомневающемуся Хасдаю, что хазарское царство действительно существует и сообщили, что царствующего хазарского правителя зовут Иосиф. Тогда Хасдай написал ему письмо. В послании он выразил восхищение фактом существования еврейского государства, отметив что эта весть вселила радость и надежду в сердца всех евреев, рассказал о себе, своём статусе о стране и положении в ней евреев. Далее просил Иосифа рассказать об истории, географии и политическом устройстве его державы. В конце спрашивал, когда наступит «конец чудес» — избавление еврейского народа.
Письмо было написано в период между 954 и 961 годами. Сначала Хасдай отправил его со своим слугой Исааком бен Натаном в Константинополь, но византийский император отказался пропустить послов через свою территорию. Тогда письмо было доставлено посредством еврейских купцов окружным путём через Венгрию, Русь и Булгарию. Хазарский правитель получил его и написал ответное послание. Копии обоих памятников сохранились до сегодняшнего дня. Известен также фрагмент частного отчёта, составленного для Хасдая одним придворным хазарским евреем. Данные письма имеют уникальную историческую ценность, так как это единственные известные собственно хазарские документы.
В своём письме Хасдай писал, что готов оставить свой сан и лично посетить то место, где израильская диаспора не подвергается гонениям. Неизвестно, осуществил ли он это намерение. Едва ли он мог оторваться от государственных дел на столь долгое время. Однако у современника Хасдая арабского географа Ибн Хаукаля имеется упоминание о неком Хасдае ибн Исхаке, который побывал в Хазарии и соседних странах и встречался с местными царями.